# Rose Lokissim
Rose Lokissim (1955 - N'Djamena, 15 de maio de 1986) foi uma soldada de elite chadiana e ativista política que lutou contra o regime ditador de Hissène Habré. Sua história é contada em um documentário, lançado em 2015, chamado Talking About Rose.

## Biografia
Lokissim nasceu no ano de 1955, em uma aldeia remota no Chade.
Entrou para o exército como soldada de elite, aproximadamente em 1978. Em 1982, quando Hissène Habré, por um golpe de Estado, tornou-se presidente de Chade, e a governar o país sob um regime ditatorial, Lokissim juntou-se ao grupo de oposição e passou a divulgar as ações ditatoriais do presidente, com a intenção de conseguir ajuda internacional para tira-lo do poder.

Lokissim foi presa no dia 14 de setembro de 1984, em N'Djamena, pela Diretoria de Documentação e Segurança (DDS), por conspirar contra o presidente. A princípio, ficou na prisão conhecida como La Piscine de Hissène Habré, depois foi transferida para a prisão de Les Locaux. Durante esse período, escrevia cartas clandestinamente e enviava como podia para o exterior. Nas cartas, relatava as torturas e humilhações que os prisioneiros passavam. Suas cartas foram descobertas e Lokissim foi executada em 15 de maio de 1986.